# コレオス・デ・コスタリカ
コレオス・デ・コスタリカ(スペイン語: Correos de Costa Rica)はコスタリカの国営郵便会社。 現在コレオス・デ・コスタリカの中央郵便局は1917年に建造されたエディフィシオ・コレオスに入居している。

## 歴史
コスタリカにおいては1824年に制定された憲法によって、国は公道・輸送手段・一般郵便の提供を義務付けられ、これが郵便制度整備への契機なった。1839年12月10日、郵便に関する規程類の公布及び現在のコレオス・デ・コスタリカの前身である国営郵便事業（スペイン語: Servicio Nacional de Correos）を設立した。
1862年に切手の使用が開始され、翌1863年には国内初の切手の印刷が行われた。また同年ラテンアメリカ唯一の参加国としてパリにおける郵便会議に参加した。1883年8月には万国郵便連合に加盟した。1922年にコスタリカはウニオン・ポスタル・パンアメリカーナ（スペイン語: Unión Postal Panamericana）に参加し、スペイン・ポルトガル及び他のさまざまなラテンアメリカ諸国と統一した基盤を持つ郵便制度に参加した。
1868年3月23日、ヘスス・ヒメネス・サモラ（スペイン語: Jesús Jiménez Zamora)首班の政府は、開発省(スペイン語: Secretaría de Fomento)とライマン・レイノルドとの間に国内のカルタゴ・サンホセ・エレディア・アラフエラ・プンタレナスに電信の整備を行う契約を結ばせた。しかし1869年には契約者の辞退により計画は打ち切られた。1970年にはモールス・システムによる電信は廃止され、テレタイプまたはテレックスシステムに置き換えられた。
1998年5月29日、コスタリカの法律第7768号(1998年4月24日)によって郵便法（スペイン語: LEY DE CORREOS）が改定され、これまでの国営郵政事業を改組し、公営の営利企業ではあるものの中央政府からは独立していないコレオス・デ・コスタリカが組織され、現在に至っている。